# Alwin Thurm
Alwin Thurm (Windhausen, 10 aprile 1894 – Asolo, 31 dicembre 1917) è stato un aviatore tedesco, Asso dell'aviazione della Luftstreitkräfte durante la prima guerra mondiale con 5 abbattimenti accreditati.

## Biografia
Nacque a Windhausen il 10 aprile 1894. Dal 6 luglio al 4 agosto 1917 prestò inizialmente servizio nella Jasta 24, dove il 27 luglio 1917 ottenne la sua prima vittoria abbattendo un Sopwith 1½ Strutter.
Trasferito alla Jasta 31, Alwin Thurm seguì la Jasta quando quest'ultima si spostò sul fronte italiano a supporto della 14ª Armata tedesca nell'imminenza dell'offensiva di Caporetto.
In Italia il Ltn Alwin Thurm divenne un asso. Il 25 ottobre 1917 abbatté un Farman a sud di Tolmino, mentre le sue successive vittorie furono a danno di palloni frenati. Il 15 novembre Thurm fece precipitare in fiamme un drachen sopra Roncade. In quell'occasione Thurm ebbe modo di scontrarsi con l'asso italiano Giovanni Ancillotto che dovette desistere dal combattimento con l'aviatore tedesco per l'inceppamento delle mitragliatrici.
Il 13 dicembre ed il 30 dicembre, mentre l'aviazione italiana era impegnata in una frenetica attività di ricognizione allo scopo di individuare le nuove posizioni dell'esercito austroungarico, Alwin Thurm si aggiudica altri due palloni frenati nelle vicinanze di Asolo, conseguendo la sua 4ª e 5ª vittoria.

### La morte in combattimento
La mattina del 31 dicembre 1917, alle 8.45 i tenenti Norman McMillan, Henry Moody (B6238), Richard Jeffries Dawes (B6412), il capitano Raymond Brownell (B2430), del No. 45 Squadron RAF decollarono da Istrana per la consueta missione di pattugliamento.
McMillan fu costretto a rientrare a Istrana per noie al motore, mentre i tre rimasti abbatterono un Albatros D.III sopra Pieve di Soligo.
45 minuti, Moody e Brownell dopo essersi riforniti, erano di nuovo in volo. 

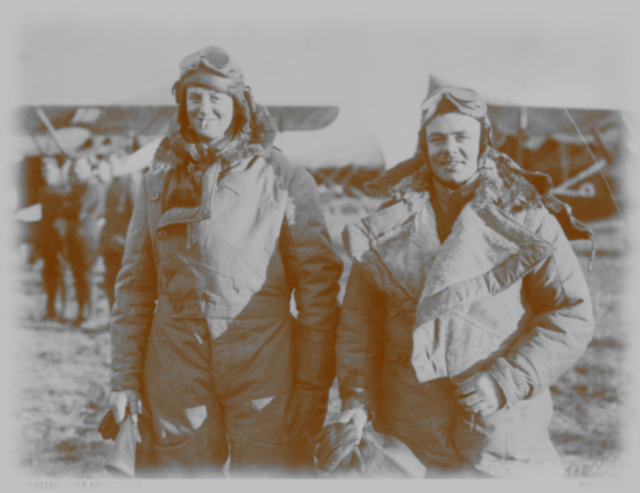
Gli autori dell'abbattimento di Alwin Thurm: il tenente H. M. (Mike) Moody (a sinistra,mentre fuma) e il capitano (più tardi Air Commodore) Raymond James Brownell

Sopra Asolo Moody e Brownell intercettarono l'Albatros D.V di Alwin Thurm mentre sta attaccando un pallone frenato francese. Nello scontro tra assi che ne seguì, Thurm ebbe la peggio e il suo Albatros precipitò in fiamme entro le linee alleate.

## Vittorie
| N. | Data             | Reparto | Velivolo     | Avversario              | Località      |
| -- | ---------------- | ------- | ------------ | ----------------------- | ------------- |
| 1  | 27 luglio 1917   | J24     | Albatros D.V | Sopwith 1½ Strutter     | Ostende-Ypres |
| 2  | 25 ottobre 1917  | J31     | Albatros D.V | Farman                  | Tolmino       |
| 3  | 15 novembre 1917 | J31     | Albatros D.V | Pallone da osservazione | Roncade       |
| 4  | 13 dicembre 1917 | J31     | Albatros D.V | Pallone da osservazione | Asolo         |
| 5  | 30 dicembre 1917 | J31     | Albatros D.V | Pallone da osservazione | Asolo         |